# Silkeborg
 Denne artikel handler om selve byen Silkeborg. Ordet Silkeborg bruges ofte også som en kort betegnelse for Silkeborg Kommune.
Silkeborg er en by i Midtjylland med 52.571 indbyggere  (2025). Byen er hovedby i Silkeborg Kommune og ligger i kuperet terræn i det midtjyske søhøjland med skovklædte bakker og med Gudenåen tæt ved den indre by. Der går rutebåde til Silkeborgsøerne og Himmelbjerget fra byens lille havn, med det gamle dampskib Hjejlen som det mest berømte.
Silkeborg er en stationsby på jernbanestrækningen Skanderborg og Herning. Byen ligger i Region Midtjylland og tiltrækker pendlere fra både nærliggende Virklund, Gjessø, Sejs-Svejbæk, Grauballe, Skægkær, Sinding og Sejling samt større byer i regionen, herunder Aarhus.

## Historie
Der er fundet mange tegn på at der har levet mennesker f.Kr. i Silkeborg-området. De tydeligste tegn har været moseligene Ellingpigen, Tollundmanden og Grauballemanden, som alle er dateret til år 200-400 f.Kr.

### Middelalderen
Navnet, 1470: Sillkæborgh, 1488: Silkijborgh — og den borg, der lå der, nævnes første gang i begyndelsen af det 15. århundrede, da Silkeborg ejedes af Hr. Laur. Hvas til Ormstrup, der havde fået den med sin 2. hustru Thore, datter af Erik Mus, som havde ejet godset og vistnok der opført borgen på en grund, som mærkelig nok ikke tilhørte ham, eller som i alt fald Alling Kloster gjorde fordring på. Fru Thore overdrog imidlertid allerede 1414 Silkeborg til domkirken i Aarhus (samme år skænkede hun ligeledes til bispestolen sit og sine børns Gods i Vester- og Øster-Kejlstrup i Hids Herred), men da gaven ikke støttede sig til noget skøde eller formeligt gavebrev, og overdragelsen var sket uden mandens eller slægtningenes vilje, måtte Aarhusbispen Bo foreløbig lade sig nøje med løftet. Allerede i 1418 fik dog bispen for at sikre sig besiddelsen et mageskifte i stand med Alling Kloster, der som nævnt mente sig at være ejer af grunden; ved mageskiftet fik bispestolen, foruden Remstrup og Remstrup Fang, tillige "Stedet, som Silkeborg stander paa".
Efter Laur. Hvas’ død begyndte Aarhusbispen Ulrik Stygge nye forhandlinger med Fru Thore, som 1433 bortmageskiftede og afhændede til bispen sit og familiens gods i Linaa Sogn, og 1436 stadfæstede hun tillige med sin 2. mand Ove Ovesen (Kaas) til Lerbæk, som hun havde ægtet i mellemtiden, gaven af Silkeborg til kirken. For at kirken kunne komme i rolig besiddelse af godset, måtte dog først forholdet ordnes dels til Alling Kloster, der gjorde vanskeligheder med hensyn til mageskiftet af 1418, dels til Laur. Hvas’ børn, hvilket dog først afsluttedes, da Erik Hvas med søstrene Kirstens og Birgittes samtykke skødede deres andel i Silkeborg Gods til bispestolen, en ejendomsret, der 1489 stadfæstedes af Kong Hans; med Alling Kloster ordnedes sagen først 1532, da der blev truffet "en endelig Ende og Beslutning" om Remstrup og Remstrup Fang med mere jordegods.
Aarhusbisperne satte megen pris på besiddelsen. Lige fra 1436 havde de indsat en official eller befalingsmand (den første var den ovennævnte Ove Ovesen; dog nævnes allerede i 1433 en adelsmand Arild Svendsen på Silkeborg; 1464 var Erik Christiernsen (Fasti) høvedsmand, 1488 Joach. Lykke, 1490 Oluf Munk); den oprindelige borg have de vistnok straks nedbrudt og erstattet med en langt anseligere borg; de samlede meget gods til den og opholdt sig sikkert ofte der; de to næstsidste katolske bisper Ejler Madsen Bølle og Niels Clausen døde begge der 1501 og 1531 efter nogle år før at have nedlagt deres embeder og forbeholdt sig Silkeborg Slot på livstid.

### Renæssancen
Da Johan Rantzau udsendtes 1536 for at tage bispegodset i besiddelse for Kronen, gjorde den bispelige befalingsmand på Silkeborg Hans Stygge modstand og vægrede sig ved at overgive borgen uden befaling fra biskop Ove Bille, og da denne nægtede det, blev han som de andre bisper fængslet. Silkeborg blev nu et kongeligt len og sæde for en lensmand indtil 1660.

### Under enevælden
Efter 1660 dannedes Silkeborg Amt. Selve gården og godset skødede kongen 1664 til vinskænk i Glückstadt Christian Fischer for den forstrækning, han 1658 og følgende år i krigen havde gjort regeringen, dog med forbehold af indløsningsret. Senere gik ejendommen over til broderen Daniel Fischer og dennes søn Christian Fischer til Allinggård, Gravballegård og Vinderslevgård, fra hvem Frederik IV indløste den i 1720 og udlagde den til rytterdistrikt, mens gården blev afbrudt; kongen skal have skænket materialerne fra slottet til grev Friis (Frijsenborg) til dermed at "opbygge" Favrskov. Men da havde slottet allerede i nogen tid været ruin.
Efter at godset var gået over til rytterdistrikt, var de øvrige bygninger så faldefærdige, at man besluttede at nedbryde dem 1726; ved en auktion dette år solgtes det tilbagestående murværk tillige med "et stort og højt Stykke Stenmur eller Taarn . . . nu kaldet Stenhuset", og alt jævnedes med jorden. Hovedbygningens grund blev dog liggende, indtil Hoff opførte den senere "hovedbygning“ vest for åen ved Østergade (et stokværk med to lave, kantede tårne ved hjørnerne og en frontispice midt på facaden) til dels af sten derfra, lige som papirfabrikkens fundamenter væsentlig lagdes af materiale fra slotstomten.
Silkeborg Amt blev nedlagt i 1793.
Ved ryttergodsets salg i 1767 købte ritmester Hans Hoff Silkeborg med tilliggende af 24½ tønde hartkorn hovedgårdstakst, 212 td. htk bøndergods, 22 td. skovskyld og 17 td. mølleskyld for 38.000 rd. D. C. og opførte hovedbygningen (ladebygningerne af bindingsværk brændte 1777 og opførtes atter af grundmur); 1790 gik ejendommen for 60.000 rd. over til sønnen landsdommer Henr. Muhle Hoff, som straks begyndte at sælge af godset; endelig solgte han 1804 hovedgården med 10 bøndergårde og nogle huse og skovene (omtrent 5000 tønder land) samt konge- og kirketienderne af Linaa og Them Sogne for 200.000 rd. D. C. til ritmester H. Halling og overkrigskommissær H.P. Ingerslev, som 1805 blev eneejer. Han solgte Silkeborg i 1814 til krigsråd Aastrup i Randers for 300.000 rd. sølv og 300.000 rd. sedler, men handelen gik tilbage i 1817, og Ingerslev beholdt Silkeborg, indtil den ved en tvangsauktion i 1823 for 143.000 rd. blev overtaget af Statskassen, som bortforpagtede den.
Allerede landsdommer Hoff havde haft den tanke at få anlagt en lille købstad eller ladeplads på stedet og gøre åen sejlbar for pramme, og også fra anden side var den fremsat, således af oberst Brock, toldinspektør i Randers, der på regeringens foranstaltning havde undersøgt Gudenåen i 1799 for at se, om den kunne gøres sejlbar til Randers. Også foresloges der af H.P. Ingerslev en vandvej fra Silkeborg til Aarhus (gennem Remstrup å, Brassø, Borresø, Julsø, Birksø, Knudsø, Ravnsø, Venge sø, Petersø, Gammelgaard sø, Taastrup sø og Brabrand sø samt Aarhus å), en plan, der dog af regeringen erklæredes for uigennemførlig. Atter i 1836 dukkede planen om en handelsplads på stedet op, fremsat af godsinspektør, justitsråd Bindesbøll, der sammen med Johs. I. Brun til Brunshaab havde tænkt på at forpagte vandkraften ved Silkeborg til anlægget af en klædefabrik, og marts 1840 indgav Bindesbøll et motiveret forslag om en handelsplads’ anlæg til Christian VIII, da Silkeborg ifølge kongeligt reskript af 7. februar 1840 var bleven erklæret for domæne. Kongen selv havde stor interesse for sagen, navnlig efter et besøg i Silkeborg i sommeren samme år. Ideen blev dog først virkeliggjort, da brødrene Chr. og Mich. Drewsen ved kongelig resolution af 16. februar 1844 blev i stand til at anlægge papirfabrikken, idet rentekammeret ved denne resolution bemyndigedes til at overlade dem den fornødne vandkraft og grund til fabrikken, hvorhos alle hovedgårdens jorder bortforpagtedes til dem på 50 år, dog med forpligtelse til at afgive en del af jorderne til en handelsplads. Ved arvefæsteskødet overlodes der Brødrene Drewsen: 1) et grundstykke på østre side af Gudenåen med bygninger, deriblandt Silkeborg Vandmølle, af mølleskyld 17 td., 2) Stampeholm med bygning og et mindre jordstykke på den venstre åbred, 3) Vandkraften ved Silkeborg stigbord med slusefiskeriet, dog med forbehold af 20 hestekræfter med plads til et jernværk, samt af det fornødne vand til anlæg af en kanalsluse (hele vandkraften var 150 hestekræfter), 4) Fiskeri i åer, søer og vandsteder inden for arvefæstets grænser; alt mod en årlig afgift af 840 rigsdaler i 10 år, 1440 rigsdaler i de næste 10 år, og der efter 2.500 rigsdaler. Ved handelspladsens oprettelse overlodes der den af domænen den såkaldte Vestermark på omkring 250 td. land og omkring 50 td. land eng af hovedgårdens mark. I 1853 udparcelleredes en stor del af disse hovedgaardsjorder. Endelig solgtes i 1873 for 68.000 kr. til fabrikkens daværende ejer Strøyberg gården med dens bygninger, Østmarken, nogle enge m.m., i alt omkring 100 td. land, så at statsdomænen der efter kun bestod af skovene.

### Den tidlige industrialisering
Efter en fra Rentekammeret under 29. juni 1844 indgiven forestilling om oprettelsen af en handelsplads blev der nedsat en kommission, som efter nogle i august 1845 afholdte møder i Silkeborg under 2. september 1845 fremsatte forslag, hvori den fremhæver stedet som gunstigt for en købstads opkomst, navnlig på grund af dens centrale beliggenhed i Jylland og ved landets eneste sejlbare vandløb, men dog indstiller, at man foreløbig indskrænker sig til anlægget af en handelsplads, som oprettedes ved resolution af 15. december 1845 og 8. januar 1846. I de første år var udviklingen kun ringe: før fabrikkens anlæg 1844 var der omtrent 30 mennesker på den senere kommunes grund, 1850 var der 499. Men med 1854, da stedet fik en egen birkedommer, og 1855, da den fik egen kommunalbestyrelse og blev et eget kirkesogn, og efter det i 1856 oprettedes Silkeborg lægedistrikt, begyndte det materielle opsving; 1855 havde byen 1.204 indbyggere, og i de nærmest følgende år gik den rask fremad, om også pengekrisen i 1857 ramte byen så meget hårdere, som dens handlende for en stor del vare yngre mænd, der havde begyndt uden stor kapital. Til fremgangen bidrog særlig de forbedrede kommunikationsmidler: 1853-56 anlagdes Silkeborg-Herning landevej, 1854 byggedes dæmningen over Silkeborg Langsø, over hvilken landevejen gennem Hids Herred, Silkeborgs vigtigste opland, til Viborg anlagdes 1855-60, lige som de andre landeveje efterhånden forbedredes og forlængedes, og kanalvejen til Randers reguleredes; også jernbanen, der anlagdes i 1871, gavnede den meget (i dennes anlæg tog en i byen 1861 stiftet landboforening ivrig del). Især voksede den industrielle virksomhed. Byen indtog dog længe en underlig mellemstilling mellem købstad og landsogn. Allerede i rigsdagssamlingen 1856-57 blev der forelagt udkast til lov om at gøre den til købstad, men det gik ikke igennem; først ved lov af 7. april 1899 blev byen ophøjet til købstad fra 1. januar 1900.
Silkeborgs befolkning var stigende i slutningen af 1800-tallet og i begyndelsen af 1900-tallet: 556 i 1850, 1.204 i 1855, 1.775 i 1860, 2.338 i 1870, 2.931 i 1880, 4.217 i 1890, 7.228 i 1901, 7.803 i 1906 og 8.792 i 1911.
Der blev anlagt lige gader i rette vinkler.
Af fabrikker og industrielle anlæg fandtes omkring århundredeskiftet: papirfabrikken (anlagt 1844, åbnet 1. januar 1845, brændt 1864 og genopført, 1869 solgt til Strøyberg, 1, marts 1889 indlemmet i Aktieselskabet „De forenede Papirfabrikker“ og derpå foreløbig standset, men atter sat i gang 1894; Fabrikken, hvis store bygningskompleks, bestående af de store fabriksbygninger, den "gamle Mølle" - restaureret 1901 af Arkitekt Rosen og indrettet til fabrikation af håndgjort papir - bestyrerboligen, Mich. Drewsens villa, maskinmesterbolig, arbejderboliger m.m. lå ved åens østlige bred, havde af dampkraft 125 HK., af vandkraft 200 HK. og beskæftigede omtrent 200 arbejdere, deraf omtrent halvdelen kviner), Koopmanns svineslagteri (grundlagt 1878-79, på markjorderne og med omtrent 60 arbejdere), Hammers Uldspinderi og Klædefabrik (på torvet, anlagt 1857, udvidet 1895, med en årlig produktion på omtrent 200.000 pd. uldgarn og 50.000 alen klædevarer og kjoletøjer, med omtrent 60 arbejdere), Commichau & Co. (trikotagefabrik, anlagt 1883, 1901 gået over til et aktieselskab, kapital 400.000 kr., med en årlig produktion på omtrent 8.000 dusin uldvarer og 8.000 dusin hørvarer, de sidste kun til udlandet, med omtrent 90 arbejdejdere), Silkeborg Jærnstøberi og Maskinfabrik (Dons-Blædel og Schneecloth, anlagt 1854, med omtrent 70 arbejdere), Verners Uldspinderi (omtrent 24 arbejdere), Jensens Uldspinderi (omtrent 20 arbejdere), 1 spritfabrik, 2 ølbryggerier, 2 dampmøller, 1 andelsmejeri, 1 mølle, 2 savskærerier; 1 maskinsnedkeri, 1 tobaksfabrik, 1 mejeri, 2 bogtrykkerier, m.m.
I Silkeborg afholdtes markeder hver måned, undtagen januar og august, med heste og kreaturer. Torvedag var hver lørdag.
I Silkeborg blev udgivet 4 aviser: "Silkeborg Avis", "Silkeborg Dagblad", "Silkeborg Folkeblad" og "Silkeborg Socialdemokrat" (de 3 sidste blev trykt i Aarhus).
Indbyggernes fordeling efter næringsveje var i 1890: 459 levede af immateriel virksomhed, 50 af jordbrug, 27 af gartneri, 2.060 af håndværk og industri, 827 af handel og omsætning, 16 af søfart, 632 af forskellig daglejervirksomhed, 108 af deres midler, og 38 nød almisse. Ifølge en opgørelse i 1906 var indbyggertallet 7.803, heraf ernærede 734 sig ved immateriel virksomhed, 48 ved landbrug, skovbrug og mejeridrift, 0 ved fiskeri, 4.341 ved håndværk og industri, 1.488 ved handel med mere, 315 ved samfærdsel, 399 var aftægtsfolk, 244 levede af offentlig understøttelse og 234 af anden eller uangiven virksomhed.

### Mellemkrigstiden
Gennem mellemkrigstiden var Silkeborgs indbyggertal voksende: i 1916, 9.180 indbyggere, i 1921 10.896, i 1925 11.473, i 1930 12.078, i 1935 13.393, i 1940 14.378 indbyggere. Men samtidig skete der en vækst i forstæder Alderslyst og Lysbro villaby i Balle Kommune og Søholt by i Gødvad Kommune. Disse forstæder blev indlemmet i købstaden den 1. april 1941.
| År                      | 1916   | 1921   | 1925   | 1930   | 1935   | 1940   |
| ----------------------- | ------ | ------ | ------ | ------ | ------ | ------ |
| Silkeborg købstad       | 9.180  | 10.896 | 11.473 | 12.078 | 13.393 | 14.378 |
| Alderslyst              | 842    | 1.141  | 1.767  | 2.692  | 3.114  | 3.336  |
| Lysbro villaby          | -      | -      | 266    | 376    | 458    | 459    |
| Søholt by               | -      | -      | -      | 163    | 317    | 425    |
| Silkeborg med forstæder | 10.022 | 12.037 | 13.506 | 15.309 | 17.282 | 18.598 |

Ved folketællingen i 1930 havde Silkeborg 12.078 indbyggere, heraf ernærede 1.088 sig ved immateriel virksomhed, 5.597 ved håndværk og industri, 1.798 ved handel mm, 873 ved samfærdsel, 294 ved landbrug, skovbrug og fiskeri, 1.029 ved husgerning, 1.134 var ude af erhverv og 265 havde ikke oplyst indkomstkilde.
| Næringsveje             | Landbrug m.v. | Håndværk, industri | Handel og omsætning | Transport | Immateriel virksomhed | Hus- gerning | Ude af erhverv | Uangivet | I alt  |
| ----------------------- | ------------- | ------------------ | ------------------- | --------- | --------------------- | ------------ | -------------- | -------- | ------ |
| Silkeborg købstad       | 294           | 5.597              | 1.798               | 873       | 1.088                 | 1.029        | 1.134          | 165      | 12.078 |
| Alderslyst              | 151           | 1.623              | 281                 | 68        | 90                    | 221          | 217            | 41       | 2.692  |
| Lysbro villaby          | 26            | 266                | 20                  | 15        | 8                     | 18           | 17             | 6        | 376    |
| Søholt                  | 48            | 74                 | 6                   | 11        | 0                     | 13           | 11             | 0        | 163    |
| Silkeborg med forstæder | 519           | 7.560              | 2.105               | 967       | 1.186                 | 1.281        | 1.379          | 212      | 15.309 |

### Efterkrigstiden
Efter 2. verdenskrig fortsatte Silkeborg sin befolkningsvækst. I 1945 boede der 20.955 indbyggere i købstaden, i 1950 23.372 indbyggere, i 1955 24.296 indbyggere, i 1960 24.465 indbyggere og i 1965 25.789 indbyggere. Efterhånden udviklede der sig nye forstæder, Funder Bakke i Funder Kommune samt Balle by og Hvinningdal i Balle Kommune.
| År                      | 1945   | 1950   | 1955   | 1960   | 1965   |
| ----------------------- | ------ | ------ | ------ | ------ | ------ |
| Silkeborg købstad       | 20.955 | 23.955 | 24.296 | 24.465 | 25.789 |
| Funder Bakke            | -      | -      | 185    | 383    | 721    |
| Balle by                | -      | -      | -      | -      | 552    |
| Hvinningdal             | -      | -      | -      | -      | 223    |
| Silkeborg med forstæder | 20.955 | 23.372 | 24.481 | 24.848 | 27.285 |

### Nyere tid
Efter kommunalreformens ikrafttræden i 2007 består Silkeborg Kommune af Silkeborg, Gjern, Kjellerup og Them kommuner.

## Transport og infrastruktur
Silkeborg er forbundet til Aarhus og Herning med motorvejen Herningmotorvejen. Motorvejen skærer igennem byområdets østlige del og adskiller bydelene Nørreskov Bakke, Gødvad Bakke og Gødvad mod nordøst fra den øvrige del af byen beliggende sydvest for motorvejen.
Fra Silkeborg Station er der regionaltog Aarhus Hovedbanegård og Skjern, mens Regional Expressen går til både Aarhus og Herning.
Viborgbroen forbinder midtbyen og Alderslyst for biltrafik.
Kammerslusen lader kanoroere og kajakroere passerer igennem den opstemmede Gudenå ved den tidligere Silkeborg Papirfabrik.

## Erhverv
Jyske Bank, der er landets tredjestørste, har hovedkvarter i Silkeborg. Banken har over 3.500 ansatte på landsplan.
Norlys holder til på Tietgensvej i Silkeborg.
I 1950'erne, hvor der var mangel på biler i Danmark blev mange brugte biler hentet til Silkeborg, og brugtbilssalget blev en niche for byen, ligesom salg af nye biler opstod. Bilforretningerne ligger tæt ved Primærrute 15, der går igennem den nordlige del af byen. I 1972 blev foreningen "Bilernes By" stiftet som en garantiforening, der skal stille bilkunder bedre. I 2006 blev Bilernes Hus indviet.
Fra 1912-2002 eksisterede Dansk Automobil Byggeri, der fremstillede busser og lastbiler.
JN Data A/S har over 500 ansatte og lever it-infrastruktur. Blandt medier i byen findes Midtjyllands Avis udkommer i og omkring Silkeborg og Radio Silkeborg, samt Din Radio 8600.
Årstiderne arkitekter blev grundlagt i 1985 i byen, men har i dag også tegnestuer i bl.a. Herning og København.
De forenede Papirfabrikker var en stor papirfabrikant, der bl.a. drev Silkeborg Papirfabrik, men virksomheden ophørte med at eksistere i 1990.
I 1985 blev Reitz Medaljer grundlagt i byen.

## Uddannelse
Silkeborg Gymnasium er landets største gymnasium og havde i 2021 knap 1500 elever.
 I 2011 lå gennemsnittet for studenterne lidt over landsgennemsnittet. Silkeborg Tekniske Gymnasium har knap 300 elever.
Silkeborg Sports College blev oprettet i 1994 og samarbejder både med gymnasiet og Silkeborg Handelsskole samt en række af byens sportsklubber.
En række skoler var tidligere centreret omkring Skoletorvet, men i dag er det kun Th.Langs Skoler, der er tilbage. Th. Langs Seminarium var et lærerseminarium, der eksisterede fra 1891 til 1986.
Silkeborg Højskole blev grundlagt i 1969 og har i gennemsnit omkring 130 elever. Højskolen udbyder både lange kurser (forår og efterår) og korte sommerkurser.
Fra 2007 til 2013 fandtes også den internationale højskole Performers House.

## Kultur
Museum Silkeborg ligger i Silkeborg Hovedgård, der er den ældste bygning i byen. Museet rummer en historisk samling med fund fra vikingetiden, middelalder, Silkeborg Slot og samt Tollundmanden, der nok er museets mest berømte attraktion. Silkeborg Arkiv har fotografier, historiske dokumenter og meget andet fra Silkeborg og omegn.
Museum Jorn huser med over 30.000 værker af mere end 600 danske og internationale kunstnere fra det 20. og 21. århundrede en af landets absolut største kunstsamlinger. Ud over skiftende samlingspræsentationer viser museet internationale særudstillinger af høj kvalitet. På museet kan man bl.a. se hovedværker af Asger Jorn (1914-1973), som efterkrigsavantgardens ikoniske maleri "Stalingrad. Stedet som ikke er eller modets gale latter" (1956-1972) eller den 13 m lange billedvævning "Den lange rejse" (1959). Museum Jorn rummer desuden en række kunstnerarkiver, bl.a. af maleren Per Kirkeby (1938-2018). Museet perspektiverer den udstillede kunst igennem en række publikumsorienterede aktiviteter. Museet har siden 1982 adresse på Gudenåvej i en over 2500 kvm stor bygningskompleks tegnet af Niels Fritiof Truelsen. I 2017 har næsten 100.000 gæster besøgt museet.
Et andet sted, hvor man kan opleve kunstudstillinger i Silkeborg, er KunstCentret Silkeborg Bad på Gjessøvej. Silkeborg har desuden et aktivt kunstnermiljø, der blandt andet omfatter kunstnergruppen Silkaden med blandt andre Leif Dræby.
AQUA Akvarium og Dyrepark rummer et ferskvandsakvarium, der ved åbningen i 1993 var Europas største. I 2016 blev det besøgt af over 100.000 gæster.
Lige syd herfor ligger Vådbundsarboretet, der er specialiseret i træer der vokser i våde eller meget fugtigt omgivelser. På Silkeborgsøerne sejler turbåden Hjejlen der er verdens ældste dampskib som stadig er i drift. Hjuldamperen stammer fra 1861. Den drives af Hjejleselskabet, der har flere andre skibe, der sejler ture på søerne, heriblandt Rylen fra 1948. Der findes stadig fundament fra Silkeborg Slot, der blev nedrevet i 1726.
Området hvor den gamle papirfabrik lå er i dag inddraget i byens kulturelle centrum med blandt andet Jysk Musikteater, biograf, caféer, papirmuseum, fitnesscenter og spillested i de renoverede fabriksbygninger. Sidstnævnte er indrettet i det, der var fabrikkens kedelhus.
Galerie Moderne udstiller moderne kunst. Hvert år afholde Silkeborg-revyen og hvert ca. hvert tredje år har man Silkeborg Ildfestregatta. Riverboat Jazzfestival afholdes en gang om året og fokuserer på jazz.
Uden for Silkeborg ligger Ørnsø, hvor Arnakkekilden udspringer. Lysbro Skov ligger næsten helt omgivet af Silkeborgsøerne lige syd for størstedelen af byen. Fruens bænk er en udsigtsbænk i skoven.
Silkeborg gamle rådhus er opført i 1857 i historisistisk stil. Det er i dag fredet og rummer byens turistkontor.

### Sport
Silkeborg Idrætsforening blev grundlagt i 1917 og fodboldafdelingen, Silkeborg IF Fodbold, spiller på JYSK Park (tidligere Mascot Park).
Der findes derudover adskillige forskellige sportsklubber, heriblandt Bjerringbro-Silkeborg Elitehåndbold, Silkeborg-Voel KFUM, Silkeborg IF Cykling, Silkeborg Kajakklub og orienteringsklubben Silkeborg OK der afholdt VM i orientering 1974.
Der findes flere idrætsanlæg; Silkeborg Atletikhal åbnede i 2010 og tilbyder at træne bl.a. længde og højdespring, Cykelbanen i Silkeborg, JYSK Arena, Jyllandsringen og Søholt Idrætsanlæg - Øst

## Galleri
- Torvet i Silkeborg, med det gamle Rådhus fra 1857.
- Silkeborg Havn ved Remstrup Å med Hjejlebådene, Hjejlekiosken og Teater- og Musikhuset.
- Hjejlen
- Globus ved Globus Biler i Silkeborg.
- Silkeborg vandtårn

## Kendte indbyggere
- Johannes Fibiger, dansk læge og nobelprismodtager
- Asger Jorn
- Don Powell (Slade)
- Thomas Mygind
- Anders Dam (Jyske Bank)
- Willy Omme
- Lars Larsen (Jysk Sengetøjslager)
- Lars Ytting Bak, cykelrytter
- Jakob Fuglsang, cykelrytter
- Dick Kaysø, skuespiller
- Søs Egelind, skuespiller
- Jesper Asholt, skuespiller
- Maibritt Saerens, skuespiller
- Thomas Bjørn, golfspiller
- Mick Øgendahl, komiker
- Bodil Busk Laursen
- Alphabeat, musikgruppe
- Simon Kvamm, musiker
- Mani Spinx, musiker
- Rasmus Staghøj, journalist
- Brian Lykke, skuespiller og komiker
- Sukker Lyn, Rapper
- Shaka Loveless, musiker
- Rune Klan, komiker og tryllekunstner
- Tobias Hamann, TV-kok og forfatter
- Esben Bjerre, radio -og TV-vært
- Kasper Dolberg, fodboldspiller
- Lise Baastrup Nielsen, skuespiller
- Peter Ingemann, journalist og tv-vært
- Jonas Risvig, filminstruktør, fotograf
- Robert Skov, fodboldspiller
- Leif Dræby, kunstmaler